# Human Harvest
Human Harvest (en chino tradicional, 活摘,大衛戰紅魔  es una película documental de 2014, dirigida por el cineasta de Vancouver Leon Lee, que sigue el trabajo de investigación de los nominados al Premio Nobel de la Paz Canadiense David Matas y David Kilgour sobre si los hospitales estatales en China cosecharon y vendieron órganos, matando a decenas de miles de presos de conciencia, que son principalmente practicantes de  Falun Gong.

## Producción
La película cuenta con el apoyo del Programa de Idiomas Diversos del Fondo de Medios de Canadá, que apoya producciones sobre la diversidad canadiense. El programa financia proyectos en idiomas que no sean inglés, francés o lenguas aborígenes canadienses. La cosecha humana se produjo originalmente en mandarín.
Además del trabajo del cineasta Leon Lee, dos compañías cinematográficas canadienses contribuyeron a la producción de la película: El Director de Flying Cloud Productions en Vancouver y Mark Media, con sede en Toronto.

## Impacto

### Comentarios de los jueces de los Premios Peabody
Según los jueces de los Premios Peabody:

Con testimonios poderosos sobre las complejidades del comercio y el costo humano, incluyendo entrevistas con médicos chinos que confían que han sido coaccionados para extraer órganos de prisioneros políticos vivos, Esta es una exposición desgarradora de un sistema diabólico de trasplantes forzados de donantes de órganos.

Los ganadores de los Premios Peabody deben recibir el apoyo unánime de los 17 miembros de la Junta de Jurados de Peabody.

### Noticias
El 7 de abril de 2015, la SBS Australia transmitió la película e instó al gobierno australiano a hacer algo para ayudar a detener el comercio ilegal de órganos en China. El Sydney Morning Herald informó que los investigadores, incluidos David Matas y sus colegas, están "presionando para que los perpetradores se presenten ante la Corte Penal Internacional por crímenes contra la humanidad".
En 2015, el Partido Comunista de China dijo que dejaría de extraer los órganos de los prisioneros ejecutados, un anuncio sobre el cual el cineasta Lee es escéptico.

### Compañías de cine
Se informa que las dos compañías cinematográficas canadienses, que trabajaron en el documental, continuarán trabajando en otros proyectos, incluida una investigación en profundidad sobre las controversias en torno a los Institutos Confucio.

## Premios
- Noviembre de 2015, AIB Media Excellence Awards, International Investigative Documentary.
- Abril de 2015, Premios Peabody.
- 2015, Premios Salem Film Fest - "Premio Michael Sullivan Frontline por periodismo en una película documental".[13]
- 2015, Flathead Lake International Cinemafest, "Mejor película documental".[14]
- 2015, Big Muddy Film Festival, Mejor largometraje documental.[15]
- 2014, Global Film Awards, "Humanitarian Awards: Grand Prize".[16]
- 2014, Indie Fest, documental "Best of Show".[17]
- Diciembre de 2014, Festival de cine en línea de Viewster, 1.er lugar.[18]
- Noviembre de 2014, Canadá Hamilton Film Festival, Mejor documental.[19]